# Coryllis des Philippines
Loriculus philippensis
Espèce
Statut de conservation UICN

 LC  : Préoccupation mineure
Statut CITES
Le Coryllis des Philippines (Loriculus philippensis) ou loricule des Philippines, est une espèce d'oiseaux de la famille des Psittaculidae, endémique des Philippines.

## Taxinomie
Cette espèce a été décrite sous le nom scientifique de Psittacus philippensis, en 1776, par Philipp Ludwig Statius Müller grâce à un spécimen capturé sur l'île de Luçon.

## Répartition et sous-espèces
Selon la classification de référence du Congrès ornithologique international (15.1, 2025) il se répartit en neuf sous-espèces (ordre phylogénique) :
- L. p. philippensis (Statius Müller, 1776) — Luçon, Polillo, Marinduque, Catanduanes et Banton ;
- L. p. mindorensis Steere, 1890 — Mindoro ;
- L. p. bournsi McGregor, 1905 — Tablas, Romblon et Sibuyan ;
- L. p. regulus Souancé, 1856 — Guimaras et Negros ;
- L. p. chrysonotus Sclater, 1872 — Cebu (probablement éteint) Loricule à dos d'or ;
- L. p. worcesteri Steere, 1890 — Samar, Leyte et Bohol ;
- L. p. siquijorensis Steere, 1890 — Siquijor (probablement éteinte) ;
- L. p. apicalis Souancé, 1856 — Mindanao, Dinagat et Siargao ;
- L. p. dohertyi Hartert, 1906 — Basilan.

## Statut
Les sous-espèces de Cebu et de Siquijor sont probablement éteintes.

## L'animal et l'homme

### Noms vernaculaires
Dans son aire de répartition, l'oiseau porte les noms de colasisi (parfois utilisé comme nom anglais de l'espèce), kolasisi, kusi, kolansi, bullilising.

### Philatélie
Cette espèce a été représentée en 1984 sur un timbre des Philippines.